# USS Jackson (LCS-6)
USS Jackson (LCS-6) — третій корабель типу Independence і шостий класу Бойових кораблів прибережної зони (LCS-1), який знаходиться в складі ВМС США, перший корабель, названий на честь міста Джексон, столиці штату Міссісіпі . 

## Будівництво
Корабель був побудований на корабельні компанії Austal USA в Мобіл, штат Алабама, і є третім кораблем класу LCS типу «Independence». Його церемонія хрещення відбулася 22 березня 2014 року, введенний в експлуатацію 5 грудня 2015 року в Галфпорті, штат Міссісіпі. 22 вересня 2016 вперше прибув в порт приписки Сан-Дієго, штат Каліфорнія.

## Бойова служба
22 квітня 2017 корабель прибережної зони USS «Jackson» (LCS-6) класу LCS типу «Independence» ВМС США успішно завершив ракетні випробування біля узбережжя Південної Каліфорнії, провівши успішний запуск ракети SeaRAM по дрону, знищивши ціль.
13 січня 2022 року провів двосторонні навчання з морським патрульним судном KDB Daruttaqwa (DTQ 09) Королівського флоту Брунею, під час спільного патрулювання в Південно-Китайському морі. З 14 по 16 січня здійснив візит в порт Бруней-Даруссалам (Бруней).